# 丛珊
丛珊（1962年5月19日—），原中国女演员，后移民法国，祖籍山东蓬莱，出生于北京，父母都是昆曲演员。
丛珊毕业于中央戏剧学院表演系。因与朱时茂共同主演了根据张贤亮小说《灵与肉》改编的电影《牧马人》而闻名中国。丛珊在该片中饰演女主角李秀芝，一位从四川逃荒到敕勒川的女青年，这部影片也获得了文化部1982年优秀故事片奖。1987年获法国政府奖学金赴法学习舞台剧。1992年主演電影《阿呆》。1993年参演法国电影《Porte du ciel, La》。1994年参演德国电影《Tour Eiffel》，法国电影《Piste du télégraphe, La》。2008年，丛珊又与朱时茂联手主演可被认为是《牧马人》的续集的电影《两个人的房间》。2009年，参演了在各大卫视热播的电视剧《我的青春谁做主》。
台灣代表作為1993年《戲說慈禧》。